# Heerlijkheid Koenigsbourg
De heerlijkheid Koenigsbourg was een kleine heerlijkheid in de Elzas, die bestond uit de burcht Hohkönigsburg en het dorp Orschwiller. Gedurende enige tijd hebben ook Saint-Hippolyte en Entzheim er deel van uitgemaakt. 
Rond 1250 is de heerlijkheid een bezitting van het hertogdom Lotharingen. Lotharingen geeft de heerlijkheid als leen uit aan de landgraven van Werd, die het nalaten aan de graven van Oettingen. Deze verkopen de heerlijkheid zonder toestemming van de leenheer, de hertog van Lotharingen in 1358 aan het prinsbisdom Straatsburg. De hertog accepteert dit niet en verovert de heerlijkheid, waarna de heren van Vinstingen worden beleend. Omdat deze zich als roofridders gaan gedragen, wordt de heerlijkheid in 1472 veroverd door de Habsburger Sigismund van Oostenrijk. Deze regeerde sinds 1446 in het graafschap Tirol en Voor-Oostenrijk. Tot Voor-Oostenrijk behoorden ook de Habsburgse bezittingen in de Elzas. Zijn neef,  keizer Frederik III  beleent echter niet hem, maar de Zwitserse graaf Oswald von Thierstein en diens broer Wilhelm met Koenigsbourg. Na het uitsterven van het geslacht Thierstein in 1517 viel het leen terug aan Oostenrijk. Op 29 januari 1533 werd de heerlijkheid verpand aan Schweighard Jan en Frans Koenraad van Sickingen. Het pand kwam vervolgens in 1605 aan de baronnen van Bollwiller en vervolgens in 1617 aan de familie Fugger.
Door de Vrede van Münster van 1648 ging de heerlijkheid voor het Heilige Roomse Rijk en Voor-Oostenrijk verloren en werd het een deel van Frankrijk. De koning van Frankrijk beleent in 1672 de familie van Sickingen weer met de heerlijkheid. Van Sickingen verkoopt Koenigsbourg in 1770 aan de jurist Boug.